# Wiatraki śmierci
Wiatraki śmierci – brytyjski thriller z 1974 roku na podstawie powieści Clive’a Engletona Seven Days to a Killing.

## Główne role
- Michael Caine - Major John Tarrant
- Donald Pleasence - Cedric Harper
- Delphine Seyrig - Ceil Burrows
- Clive Revill - Alf Chestermann
- John Vernon - McKee
- Joss Ackland - Szef wydziału Wray
- Catherine Schell - Lady Melissa Julyan
- Janet Suzman - Alex Tarrant
- Joseph O’Conor - sir Edward Julyan
- Denis Quilley - Bateson
- Paul Moss - David Tarrant

## Fabuła
John Tanner - agent brytyjskiego wywiadu w stopniu majora, ma duży problem. Jego syn zostaje porwany przez bezwzględnych bandytów. Żądają oni jako okupu nieoszlifowanych diamentów. Podejmuje się ryzykownej gry, zwłaszcza że nie ma na kogo liczyć.